# Especiação
Especiação é o processo evolutivo pelo qual as populações de uma espécie evoluem para se tornarem espécies distintas. O processo de especiação deu origem a uma enorme diversidade de organismos. 
A especiação ocorre quando há o isolamento reprodutivo entre duas populações. Sendo assim, foram propostos dois processos para evidenciar como o isolamento reprodutivo pode evoluir: o primeiro é sendo um subproduto da divergência evolutiva entre duas populações, e a outra forma é ser favorecido através de um processo chamado reforço, que aumenta o isolamento reprodutivo.
O termo se aplica a um processo de divisão das linhagens (cladogênese), em oposição à evolução de uma espécie em outra (anagênese). Charles Darwin foi o primeiro a descrever o papel da seleção natural na especiação, em seu livro A origem das espécies. Ele também identificou a seleção sexual como um mecanismo provável, mas ainda não foi definitivamente confirmado se esta é uma das causas da especiação ou não.
Há quatro modos principais de especiação: a especiação alopátrica, simpátrica, parapátrica e peripátrica. A especiação pode também ser induzida artificialmente, através de cruzamentos selecionados ou experiências laboratoriais.

## Antecedentes históricos
Ao abordar a questão da origem das espécies, existem duas questões principais: (1) quais são os mecanismos evolutivos da especiação e (2) o que explica a separação e individualidade das espécies? Desde a época de Charles Darwin, os esforços para entender a natureza das espécies têm se concentrado principalmente no primeiro aspecto, e agora é amplamente aceito que o fator crítico por trás da origem de novas espécies é o isolamento reprodutivo.
A seguir, nos concentramos no segundo aspecto da origem das espécies.

### O dilema de Darwin: Por que as espécies existem?
Em A origem das espécies (1859), Darwin interpretou a evolução biológica em termos de seleção natural, mas ficou perplexo com o agrupamento de organismos em espécies. No capítulo 6 do livro de Darwin, intitulado "Dificuldades levantadas contra a hipótese da descendência com modificações", ele indaga: "se as espécies derivam de outras espécies por graus insensíveis por que não encontramos inumeráveis formas de transição? Por que não está tudo na natureza no estado de confusão? Por que são as espécies tão bem definidas?", um dilema que pode ser referido como "a falta ou raridade de variedades transitórias no habitat".
Outro dilema, relacionado ao primeiro é a ausência ou raridade de variedades transitórias no tempo. Darwin apontou que, de acordo com a teoria da seleção natural, "inúmeras formas de transição devem ter existido" e se perguntou "por que não as encontramos incrustadas em incontáveis números na crosta terrestre". O fato de espécies claramente definidas realmente existirem na natureza tanto no espaço quanto no tempo implica que alguma característica fundamental da seleção natural opera para gerar e manter espécies.

### Efeito da reprodução sexuada na formação de espécies
Tem sido argumentado que a resolução do primeiro dilema de Darwin reside no fato de que a reprodução sexual cruzada tem um custo intrínseco de raridade.[] [] [] [] [] O custo da raridade surge da seguinte forma. Se, em um gradiente de recursos, um grande número de espécies separadas evoluírem, cada uma primorosamente adaptada a uma faixa muito estreita desse gradiente, cada espécie necessariamente consistirá em poucos membros. Encontrar um companheiro nessas circunstâncias pode apresentar dificuldades quando muitos dos indivíduos da vizinhança pertencem a outras espécies. Nessas circunstâncias, se o tamanho da população de alguma espécie, por acaso, aumentar (à custa de uma ou outra de suas espécies vizinhas, se o ambiente estiver saturado), isso facilitará imediatamente para seus membros encontrarem parceiros sexuais . Os membros das espécies vizinhas, cujos tamanhos populacionais diminuíram, têm maior dificuldade em encontrar parceiros e, portanto, formam pares com menos frequência do que as espécies maiores. Isso tem um efeito de bola de neve, com espécies grandes crescendo às custas das espécies menores e mais raras, acabando por levá-las à extinção. Eventualmente, apenas algumas espécies permanecem, cada uma distintamente diferente da outra.[] [] [[]] O custo da raridade não envolve apenas os custos de falha em encontrar um parceiro, mas também custos indiretos, como o custo de comunicação na busca de um parceiro em baixas densidades populacionais.
A raridade traz consigo outros custos. Recursos raros e incomuns raramente são vantajosos. Na maioria dos casos, eles indicam uma mutação (não silenciosa), que é quase certa de ser deletéria. Portanto, cabe às criaturas sexuais evitarem parceiros com características raras ou incomuns.[ ] [].As populações sexuais, portanto, eliminam rapidamente características fenotípicas raras ou periféricas, canalizando assim toda a aparência externa. Essa uniformidade de todos os membros adultos de uma espécie sexual estimulou a proliferação de guias de campo sobre aves, mamíferos, répteis, insetos e muitos outros táxons, nos quais uma espécie pode ser descrita com uma única ilustração (ou duas, no caso de dimorfismo sexual). Uma vez que uma população se torna tão homogênea em aparência como é típico da maioria das espécies, seus membros evitarão o acasalamento com membros de outras populações que parecem diferentes deles.[] Assim, evitar parceiros que exibem características fenotípicas raras e incomuns inevitavelmente leva ao isolamento reprodutivo, uma das marcas da especiação.[ ] [] [] []
No caso contrastante de organismos que se reproduzem assexuadamente, não há custo de raridade; consequentemente, só há benefícios na adaptação em escala fina. Assim, os organismos assexuados mostram com muita frequência a variação contínua na forma (muitas vezes em muitas direções diferentes) que Darwin esperava que a evolução produzisse, tornando muito difícil sua classificação em "espécies" (mais corretamente, morfoespécies).[[]] [] [] [] [] []

## Especiação natural
Todas as formas de especiação natural ocorreram ao longo da história evolutiva da vida; embora a importância relativa de cada mecanismo na formação da biodiversidade atual ainda seja amplamente debatida na comunidade científica.
Atualmente, também não há consenso sobre a taxa a que eventos de especiação acontecem na escala geológica. Uma visão partilhada por muitos biólogos evolutivos é que o número de eventos de especiação tem se mantido constante ao longo do tempo. Uma posição contrastante foi inicialmente proposta por Niles Eldredge e Stephen Jay Gould. Ela defende que as espécies se mantiveram relativamente estáveis durante longos períodos de tempo, pontuado por períodos de tempo relativamente curtos quando a especiação ocorre. Esta visão é conhecida pela teoria dos equilíbrios pontuados.

### Mecanismo
A especiação se inicia quando uma subpopulação de uma espécie se isola geograficamente, altera o seu nicho ecológico ou o seu comportamento, de maneira que fique isolada reprodutivamente do restante da população daquela espécie. Esta subpopulação, ao se isolar e sofrer mutações cumulativas que alteram, com o passar do tempo, o seu genótipo e, consequentemente, sua relação com o meio, ou seja, a expressão fenotípica desta, se transformando em uma nova espécie.

Comparação de especiação por alopatria, peripatria, parapatria e simpatria.

### Alopátrica
Durante a especiação alopátrica (do grego antigo allos, "outro" + patrā, "pátria"), a população inicial divide-se em duas populações geograficamente isoladas (alopátricas) devido, por exemplo, a fragmentação do habitat pelo aparecimento de uma cadeia montanhosa. As populações assim isoladas vão sofrer diferenciação genotípica e/ou fenotípica, por:(a) as populações se tornam sujeitas a pressões seletivas diferentes; (b) elas sofrem deriva genética independentemente; (c) diferentes mutações surgem nas duas populações. Após um certo tempo, quando os indivíduos que faziam parte da mesma espécie voltam a entrar em contato, eles evoluem de tal forma que estão reprodutivamente isolados e já não são mais capazes de trocar genes entre si.

### Parapátrica
Na especiação parapátrica, não há separação geográfica completa entre as duas populações isoladas e apenas uma separação parcial das zonas de duas populações divergentes. A espécie nova se formará em uma população adjacente. Isso implica que algum fluxo génico pode ocorrer. Indivíduos das duas populações podem entrar em contacto ou mesmo atravessar a barreira de tempos a tempos, embora híbridos tenham uma viabilidade reduzida, levando eventualmente ao reforço das barreiras à reprodução.

### Peripátrica
A especiação peripátrica é um tipo especial de especiação alopátrica em que uma das populações isoladas é consideravelmente menor do que a outra. Assim, novas espécies são formadas em populações periféricas menores e isoladas que são impedidas de trocar genes com a população principal. A deriva genética é frequentemente proposta para desempenhar um papel significativo na especiação peripátrica.
Nestes casos, como a população é pequena, mecanismos como a deriva genética ou o efeito fundador são mais importantes, pois populações pequenas sofrem frequentemente do efeito de gargalo.[carece de fontes?]

### Simpátrica
Na especiação simpátrica, as populações divergem quando ainda ocupam a mesma região geográfica. Este tipo de especiação pode ocorrer muitas vezes em insetos que se tornam dependentes de plantas hospedeiras diferentes numa mesma área.
A especiação simpátrica pode ocorrer quando as populações divergem em mudança para habitats ou nichos diferentes, se tornando reprodutivamente isolada em decorrência da seleção natural resultante, mesmo dentro de uma mesma área geográfica. Isso leva a uma redução do fluxo gênico, de modo que as populações se tornem espécies diferentes.
Um outro mecanismo que permite a especiação simpátrica é a poliploidia, uma condição na qual um organismo tem um conjunto extra de cromossomo, leva à especiação simpátrica em plantas. Nem todos os organismos poliploides estão reprodutivamente isolados das espécies parentais. Por isso, a duplicação do número de cromossomas não leva necessariamente ao cessar do fluxo génico entre os recém-criados poliploides e os seus parentais diploides.

## Métodos de seleção

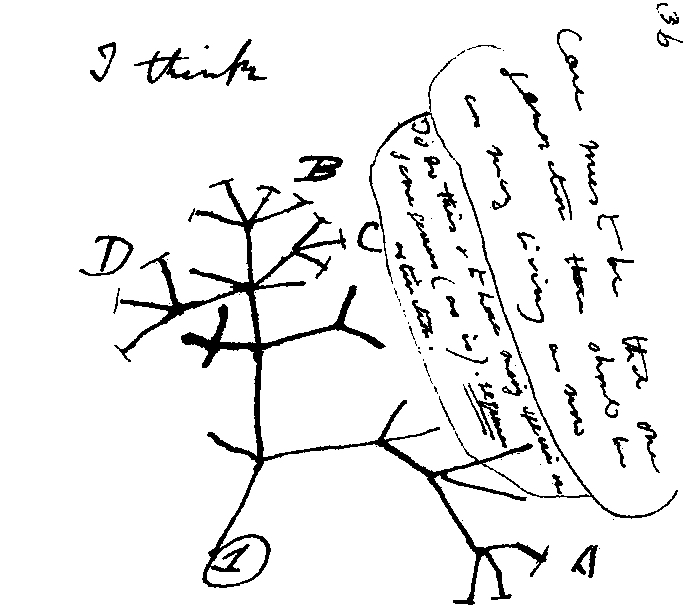
Primeiro esboço de uma árvore evolutiva feito por Charles Darwin no seu livro First Notebook on Transmutation of Species (1837)

Em alguns casos o isolamento reprodutivo pode ocorrer antes da fecundação, sendo chamado de isolamento reprodutivo pré-zigótico. Nesse caso pode ocorrer (dentre outros fatores) por:
- Mudança de comportamento (etológico) - o comportamento de um dos sexos não é compreendido pelo outro sexo, por exemplo no momento da corte;
- Habitat - duas populações ocupam a mesma região, mas tem habitats diferentes. Estas duas populações estão isoladas e não trocarão genes entre si;
- Inadequação anatômica (morfológica) - todo o indivíduo e/ou seus órgãos reprodutivos se alteram a ponto de não se adequarem fisicamente à ocorrência do ato sexual;
- Mudança no ciclo reprodutivo - ciclos reprodutivos não se ajustam, impedindo o sucesso da reprodução.

Em outros casos o isolamento reprodutivo é atingido após a fecundação - pós-zigótico - onde o desenvolvimento do zigoto é inviável, ou se ocorrer esse desenvolvimento a progênie pode ser frágil e morrer rapidamente ou ainda ser infértil. Essa falta de sucesso na reprodução configura uma alteração importante na carga gênica dos envolvidos, a ponto de ocasionar a falta de estabilização necessária na(s) formação(ões) do(s) novo(s) indivíduo(s) gerado(s) - Inviabilidade da progênie - Infertilidade da prole, portanto aqueles que geraram o indivíduo não são da mesma espécie.

### Reforço do isolamento reprodutivo
Reforço é um processo através do qual a seleção natural aumenta o isolamento reprodutivo. Pode ocorrer quando duas populações da mesma espécie estão separadas e voltam a entrar em contacto. Se o seu isolamento reprodutivo fosse completo, então elas já teriam se desenvolvido em duas espécies separadas e incompatíveis. Se o isolamento reprodutivo é incompleto, então acasalamentos posteriores darão origem a híbridos, que podem ou não ser férteis. Se os híbridos forem inférteis, ou menos aptos que os antecessores, a seleção natural poderá favorecer a fixação de alelos que aumentem ainda mais o isolamento reprodutivo e a especiação essencialmente ocorreu (por exemplo, como em cavalos e burros).
O raciocínio por trás disso é que, se cada um dos pais da prole híbrida selecionou naturalmente características para seus próprios ambientes, a prole híbrida carregará características de ambos, portanto não se encaixaria em nenhum nicho ecológico e também em nenhum dos pais. A baixa aptidão dos híbridos faria com que a seleção favorecesse o acasalamento seletivo, o que controlaria a hibridização. Isso também pode ser chamado de efeito Wallace em homenagem ao biólogo Alfred Russel Wallace, que sugeriu no final do século XIX que poderia ser um fator importante na especiação. Por outro lado, se a descendência híbrida for mais adequada do que seus ancestrais, então as populações se fundirão novamente na mesma espécie dentro da área com a qual estão em contato.
O reforço que favorece o isolamento reprodutivo é necessário para a especiação parapátrica e simpátrica. Sem reforço, a área geográfica de contato entre diferentes formas da mesma espécie, chamada de "zona híbrida", não se desenvolverá em uma fronteira entre as diferentes espécies. Zonas híbridas são regiões onde populações divergentes se encontram e cruzam. A descendência híbrida é muito comum nessas regiões, geralmente criadas por espécies divergentes que entram em contato secundário. Sem reforço, as duas espécies teriam uma endogamia incontrolável. O reforço pode ser induzido em experimentos de seleção artificial, conforme descrito abaixo.

### Ecológico
A seleção ecológica é "a interação dos indivíduos com seu ambiente durante a aquisição de recursos". A seleção natural está inerentemente envolvida no processo de especiação, pelo qual, "sob a especiação ecológica, populações em diferentes ambientes ou populações que exploram diferentes recursos, experimentam contrastes pressões de seleção natural sobre as características que direta ou indiretamente trazem a evolução da reprodução isolamento".
Existem evidências do papel que a ecologia desempenha no processo de especiação. Estudos de populações de peixes da família Gasterosteidae apoiam a especiação ecologicamente ligada surgindo como um subproduto de diferenças ecológicas e seleção divergente de um pequeno número de características fenotípicas. Há também numerosos estudos de especiação paralela, onde o isolamento evolui entre populações independentes de espécies que se adaptam a ambientes contrastantes do que entre populações independentes que se adaptam a ambientes semelhantes. A especiação ecológica ocorre com muitas das evidências, "...acumuladas a partir de estudos de cima para baixo de adaptação e isolamento reprodutivo".

### Seleção sexual
É amplamente reconhecido que a seleção sexual pode conduzir a especiação em muitos clados, independentemente da seleção natural. No entanto, o termo "especiação", neste contexto, tende a ser usado em dois sentidos diferentes, mas não mutuamente exclusivos. O primeiro e mais comumente usado sentido refere-se ao "nascimento" de novas espécies. Ou seja, a divisão de uma espécie existente em duas espécies separadas, ou o surgimento de uma nova espécie a partir de uma espécie progenitora, ambos impulsionados por uma "moda passageira" biológica (uma preferência por um recurso, ou recursos, em um ou ambos sexos, que não têm necessariamente quaisquer qualidades adaptativas). No segundo sentido, "especiação" refere-se à tendência generalizada de criaturas sexuadas a serem agrupadas em espécies claramente definidas, em vez de formar um continuum de fenótipos no tempo e no espaço - o que seria o mais conseqüência óbvia ou lógica da seleção natural. Isso foi de fato reconhecido por Darwin como problemático. Existem várias sugestões de como a escolha do parceiro pode desempenhar um papel significativo na resolução do dilema de Darwin. Se a especiação ocorre na ausência de seleção natural, ela pode ser referida como especiação não ecológica.

## Especiação artificial
Espécies novas foram criadas por seleção de animais de pecuária, mas as datas iniciais e os métodos usados para dar origem a tais espécies não são claros. Por exemplo, a ovelha doméstica (Ovis aris) foi criada através de hibridação, e já não produz descendentes férteis com o muflão (Ovis orientalis), que é uma das espécies que lhe deu origem. Gado domesticado, por outro lado, ainda pode ser considerado como a mesma espécie que várias variedades de gado selvagem, porque conseguem produzir descendentes férteis com estas variedades.
A criação de novas espécies em laboratório que melhor foi documentada, realizou-se no fim dos anos 80 por William Rice e G.W. Salt. Estes cientistas criaram mosquinha-da-fruta, Drosophila melanogaster, usando um labirinto com três escolhas diferentes tais como escuro/claro e seco/molhado. Cada geração era colocado no labirinto, e o grupo de moscas que saía em duas das oito possíveis saídas eram separadas para procriar dentro do seu próprio grupo. Após trinta e cinco gerações, os dois grupos e os seus descendentes não conseguiam procriar entre eles, mesmo quando essa era a única oportunidade de se reproduzir.
Diane Dodd também foi capaz de demonstrar especiação alopátrica por isolamento reprodutivo em Drosophila pseudoobscura após apenas oito gerações usando diferentes tipos de comida, amido e maltose. A experiência de Dodd tem sido facilmente replicada por outros, incluindo outras espécies de moscas da fruta e alimentos.

A experiência com Drosophila realizada por Diane Dodd em 1989

A história destas experiências está descrita em Rice & Hostert (1993).

## Genética

### Especiação via poliploidia
A poliploidia,  condição na qual um organismo tem um conjunto extra de cromossomos, é um mecanismo que causou muitos eventos de especiação simpátrica, porque a prole de, por exemplo, acasalamentos tetraploide x diploide frequentemente resultam em descendência estéril triploide. No entanto, nem todos os poliploides são isolados reprodutivamente de suas plantas parentais, e o fluxo gênico ainda pode ocorrer, por exemplo, através de cruzamentos triploides de híbridos x diploides que produzem tetraploides, ou cruzamentos entre gametas não reduzidos meioticamente de diploides e gametas de tetraploides.
A especiação por poliploidia tem sido especialmente importante na história evolutiva das plantas, embora ela tenha contribuído também para a especiação em animais, ainda que em menor escala. A reprodução de espécies poliploides de sucesso às vezes é assexuada, por partenogênese ou apomixia, pois por razões desconhecidas muitos organismos assexuados são poliploides. Casos raros de mamíferos poliploides são conhecidos, mas na maioria das vezes resultam em morte pré-natal.

### Especiação por hibridação
Hibridação entre duas espécies diferentes pode levar, por vezes, ao aparecimento de fenótipos diferentes. Este fenótipo poder ser mais viável do que as linhagens parentais e por isso, a seleção natural pode favorecer os indivíduos híbridos. Eventualmente, se o isolamento reprodutivo for alcançado, isto levará ao aparecimento de uma nova espécie. No entanto, o isolamento reprodutivo entre híbridos e as gerações parentais é muito difícil de alcançar e por isso a especiação por hibridação é considerada um caso muito raro. A espécie Anas oustaleti (agora extinta) se originou de especiação por hibridação.
A hibridização é um meio importante de especiação em plantas, uma vez que a poliploidia (tendo mais de duas cópias de cada cromossomo) é tolerada em plantas mais prontamente do que em animais. A poliploidia é importante em híbridos, pois permite a reprodução, com dois conjuntos diferentes de cromossomos, cada um sendo capaz de emparelhar com um parceiro idêntico durante a meiose. Os poliplóides também têm mais diversidade genética, o que os permite evitar a depressão por endogamia em pequenas populações.
Quando a hibridação que leva a especiação não resulta numa mudança do número de cromossomas chama-se especiação por hibridação homoploide. É considerado muito raro mas já foi demonstrado em borboletas do género Heliconius e em girassóis. Especiação poliploide, que envolve mudanças no número de cromossomas, é um fenômeno mais comum, especialmente em plantas.

### Transposição de genes como causa de especiação
Theodosius Dobzhansky, que estudou drosófilas nos primórdios da investigação em genética na década de 1930, especulou que partes dos cromossomos que mudam de um local para outro podem fazer com que uma espécie se divida em duas espécies diferentes. Ele esquematizou como seria possível para secções de cromossomas se realocassem num genoma. Estas secções móveis podem causar esterilidade em híbridos inter-específicos, o que pode agir como uma pressão de especiação. Em teoria, sua ideia era sólida, mas houve um longo debate entre os cientistas sobre se isto realmente aconteceria na natureza. Eventualmente, uma teoria concorrente que envolvia a acumulação gradual de mutações foi demonstrada na natureza com tanta frequência que geneticistas os rejeitaram amplamente a hipótese dos genes móveis. No entanto, pesquisas recentes demonstraram que genes que saltam de um cromossoma para outro podem contribuir para o surgimento de uma nova espécie. Isto valida o mecanismo de isolamento reproductivo, que é um elemento essencial da especiação.

## Especiação no ser humano
Os seres humanos têm semelhanças genéticas com chimpanzés e gorilas, o que sugere antepassados comuns. Uma análise de derivação genética e recombinação sugeriu que o ancestral comum mais próximo entre o homem e o chimpanzé sofreu especiação (por cladogênese) há 4,1 milhões de anos, formando duas novas espécies que, através de caminhos evolutivos diferentes, deram origem aos indivíduos atuais.